# 合肥港
合肥港，中华人民共和国安徽省合肥市的内河港口，合裕航道与江淮运河交汇于此，北可经江淮运河江淮沟通段抵达淮河流域，南可通过合裕航道、江淮运河菜巢段或江淮运河西兆河段进入长江流域。合肥港是中华人民共和国28个内河主要港口之一，长江支流上最大的港口。目前合肥港共分为七大港区。

## 历史
合肥自古即是江淮之间沟通的通道。早在汉朝，司马迁就曾于《史记·货殖列传》中记述“合肥受南北潮，皮革、鲍、木输会也。”彼时淮东的邗沟时常水量不足，且当时的广陵尚位于长江口，常有广陵潮不利运输，因此江南与中原的运输往往由途径合肥、寿春的施水、淝水承担。东汉末年，曹操曾为沟通江淮开凿曹操河。隋唐大运河开凿后，合肥地位虽大不如前，但仍是南北水运集散中心，码头众多。宋乾道五年，郭振开拓斗梁城，将西自水关东至九狮桥的金斗河纳入城中。河沿商贾林立、舟船云集。明正德七年为抵御刘七起义，堵塞水关，金斗河日渐干涸，沿岸码头逐渐移往坝上街。明清两朝，坝上街成为了合肥最重要的货物集散地。
虽然合肥自古水运地位重要，但开发程度较低，大都仰赖天然河道。中华人民共和国成立初期，合肥内河航道里程103公里，等级均为VII级甚至以下，往往一到枯水期就难以行船。1953年，南淝河岸边建成了多座石砌新码头，开辟了简易货场，一改曾经的天然岸坡状态的码头，装卸不再需要“肩抬背扛”。2000年6月，合肥港迎河作业区投入使用。2010年，合肥港综合码头建成，合肥首次实现了集装箱水运。2022年，江淮运河通航，合肥港实现了从末端港口到枢纽港口的转变。

## 港区划分

### 南淝河港区
以集装箱、散货、件杂货、石油化工品为主的综合性港区，为合肥东部片区服务。

#### 迎河作业区
位于南淝河右岸，宁蓉铁路桥至店埠河口之间，岸线长1450米，面积75万平方米。2010年建成的合肥港综合码头即坐落于此。

#### 三汊河作业区
位于南淝河与店埠河交汇处，包括南淝河两岸与店埠河右岸，岸线长4140米，面积102万平方米。天高港口、东华码头等5个码头即坐落于此。

#### 循环经济示范园作业区
位于店埠河左岸，临河口至店埠河口之间，岸线长2110米，面积123万平方米。东航码头即坐落于此。

### 江淮运河港区
以集装箱、散货、件杂货、商品汽车滚装为主的综合性港区，为合肥市及皖西北等地区服务。

#### 庄墓作业区
位于庄墓河左岸， G206桥下游3500米至3800米之间，岸线长300米，面积9万平方米。江淮运河庄墓港坐落于此，布置有5个500吨级通用泊位，通过能力250万吨。未来计划扩建为4个千吨级泊位。

#### 新桥作业区
位于江淮沟通段航道左岸，金郢大桥下游320米至高升大桥上游320米之间，岸线长900米，面积36万平方米。

#### 小庙作业区
位于江淮沟通段航道右岸，新庄桥下游320米至蜀山大道桥上游1580米之间，岸线900米，面积50万平方米。蜀山枢纽被涵盖其中。

#### 中派作业区
位于派河两岸，青龙桥至 京台高速中派河大桥之间，岸线长3945米，面积170万平方米。派河国际综合物流园港区、熔安动力码头即位于此作业区。

#### 下派作业区
位于派河右岸， 京台高速中派河大桥下游1050米至下游涵闸之间，岸线长1500米，面积130万平方米。包括派河口枢纽。

### 丰乐河港区
以散货、件杂货运输为主，为沿河园区、城镇服务。

### 白石天河港区
以散货、件杂货运输为主，为沿河园区、城镇服务。

### 兆西河港区
以散货、件杂货、石油化工品为主，为龙桥镇及其他重点乡镇服务。

### 裕溪河港区
以散货、件杂货、集装箱运输为主，为巢湖城区服务。

### 环湖港区
以散货和旅游客运服务为主，为矿产资源及未来旅游开发服务。